# Planisware
Planisware est une société française spécialisée dans l’édition de logiciels en tant que service. Elle édite des solutions logicielles de gestion de portefeuille de projets, conçues pour soutenir le développement de produits, l'ingénierie et les processus projets informatiques.

## Histoire
L'entreprise Planisware est fondée en 1996 par Pierre Demonsant, qui en est toujours le président en 2024.
En 2023, Planisware compte environ 600 employés, implantés dans neuf pays, et servant environ 540 clients de divers secteurs situés dans plus de 30 pays en Europe, en Amérique du Nord et en Asie. Son chiffre d'affaires en 2022 est de 132 millions d'euros.
Planisware est une société anonyme à conseil d'administration, cotée à la bourse de Paris depuis le 18 avril 2024.

## Produits et logiciels
Planisware offre deux logiciels de gestion de portefeuille de projets, destinés à accompagner le développement de produits, l'ingénierie, ainsi que les produits logiciels : Planisware Enterprise, pour les grandes entreprises, et Planisware Orchestra, pour les petites ou moyennes entreprises.

### Logiciels concurrents
- Primavera Oracle (entreprise)
- Microsoft Project
- Flex-Services
- Planview
- Sciforma
- Changepoint
- Clarizen
- Clarity PPM
- Workfront
- Tabsters Solutions